# Лисбон (Мэн)
Лисбон (англ. Lisbon) — небольшой город (таун) в округе Андроскоггин, штат Мэн, США. Согласно данным переписи населения США 2010 года, население города составляет 9009 человек.

## История
Населённый пункт возник на части земель плантации Литтл-Ривер и был зарегистрирован 22 июня 1799 года под названием Томпсонборо (Thompsonborough). Своё современное название получил в 1802 году.

## География
Город находится в юго-западной части штата, на берегах реки Сабаттус, вблизи места впадения её в реку Андроскоггин, на расстоянии приблизительно 38 километров к юго-западу от Огасты, административного центра штата. Абсолютная высота — 60 метров над уровнем моря.

Согласно данным бюро переписи населения США, площадь территории города составляет 61,69 км², из которых, 59,1 км² приходится на сушу и 2,59 км² (то есть 4,2 %) на водную поверхность.

Климат Лисбона влажный континентальный (Dfb в классификации климатов Кёппена), с морозной, снежной зимой и теплым летом.

## Демография
По данным переписи населения 2010 года в Лисбоне проживало 9009 человек (4414 мужчин и 4595 женщин), 2477 семей, насчитывалось 3696 домашних хозяйств и 3948 единицы жилого фонда. Средняя плотность населения составляла около 152,4 человека на один квадратный километр.

Расовый состав города по данным переписи распределился следующим образом: 96,16 % — белые, 0,62 % — афроамериканцы, 0,46 % — коренные жители США, 0,52 % — азиаты, 0,02 % — жители Гавайев или Океании, 0,29 % — представители других рас, 1,93 % — две и более расы. Число испаноязычных жителей любых рас составило 1,04 %.

Из 3696 домашних хозяйств в 32,4 % — воспитывали детей в возрасте до 18 лет, 49,4 % представляли собой совместно проживающие супружеские пары, в 11,7 % семей женщины проживали без мужей, в 5,9 % семей мужчины проживали без жён, 33 % не имели семьи. 26 % от общего числа семей на момент переписи жили самостоятельно, при этом 8,8 % составили одинокие пожилые люди в возрасте 65 лет и старше. Средний размер домашнего хозяйства составил 2,43 человека, а средний размер семьи — 2,9 человека.

Население города по возрастному диапазону по данным переписи 2010 года распределилось следующим образом: 23,5 % — жители младше 18 лет, 8,3 % — между 18 и 24 годами, 26,7 % — от 25 до 44 лет, 28,8 % — от 45 до 64 лет и 12,8 % — в возрасте 65 лет и старше. Средний возраст жителей составил 39,4 года.

## В массовой культуре
В романе 11/22/63 Лисбон является одним из главных мест действия.